# John Moses (politikus)
John Moses (Strand, 1885. június 12. – Rochester, 1945. március 3.) az Amerikai Egyesült Államok szenátora (Észak-Dakota, 1945).

## Élete
1885-ben született a norvégiai Strand településen, Henrik B. és Isabella Moses fiaként. Norvégiában járt iskolába, és 1905-ben költözött az Egyesült Államokba. 1906-tól 1911-ig a Great Northern Railway-nél dolgozott. Utána a University of North Dakota Law School-ban tanult.
Felesége Ethel Joslyn volt, akitől négy gyermeke született.

## Halála
1945. március 3-án hunyt el, nem sokkal a szenátusba való belépése után. Az észak-dakotai Bismarckban temették el.